# Haus zu den fünf Ringen

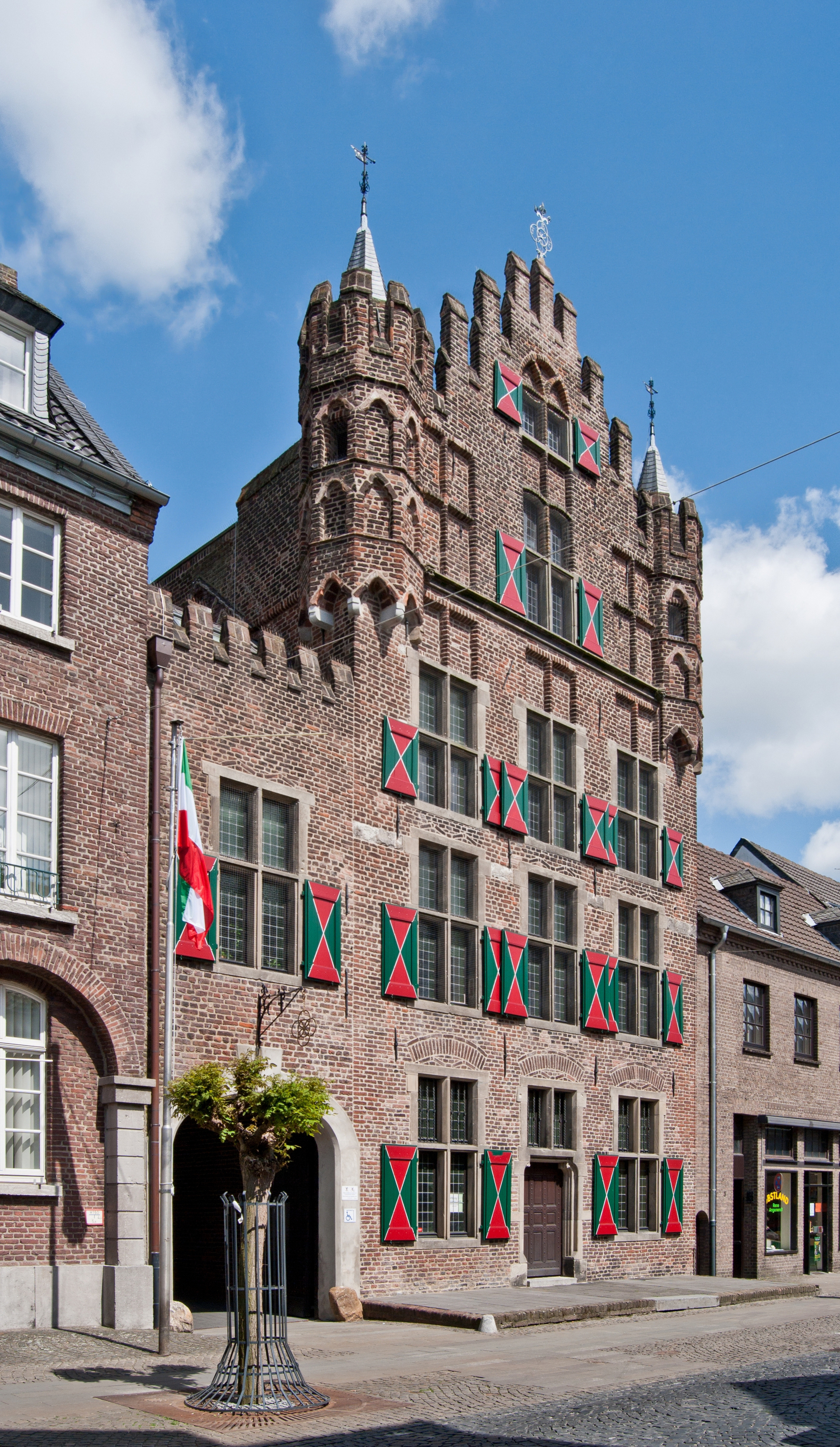
Haus zu den fünf Ringen
(Mai 2012)

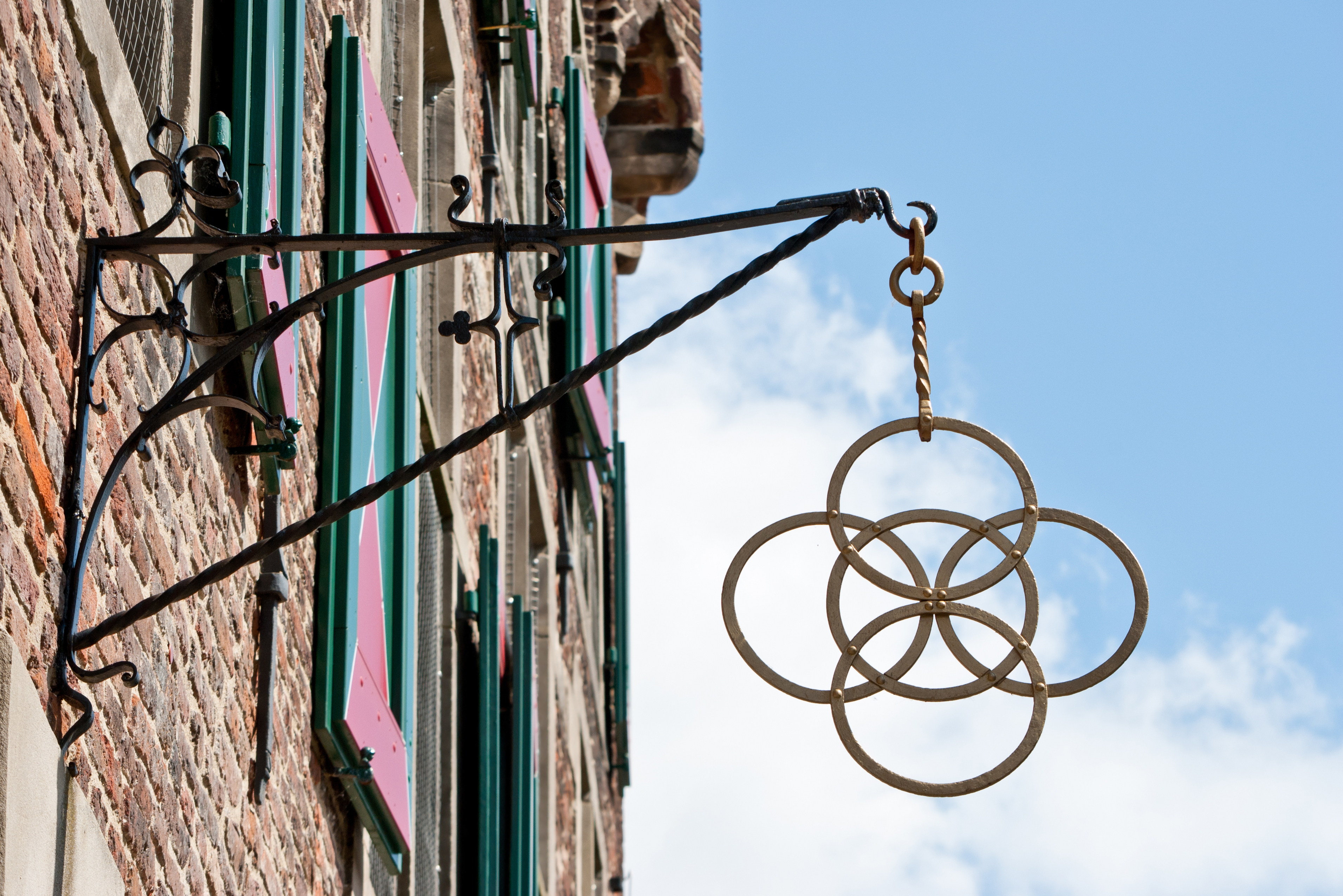
Die fünf Ringe

Das Haus zu den fünf Ringen wurde um 1550 als aufwendiges Patrizierhaus in Goch in Nordrhein-Westfalen erbaut. Es liegt zwischen dem Van den Bosch-Haus und dem Mosters-Haus an der Steinstraße Nr. 1 in unmittelbarer Nähe des Gocher Marktplatzes. Es ist das einzige noch fast vollständig erhaltene Haus aus dem 16. Jahrhundert, obwohl es im Zweiten Weltkrieg bis auf die Außenmauern im inneren Kern völlig zerstört worden war. Die Fassade blieb einigermaßen erhalten und das ganze Haus wurde nach dem Zweiten Weltkrieg mit den zur Verfügung stehenden Mitteln durch die Eigentümerfamilie Franz und Theodor Janßen (Ehrenbürger der Stadt Kleve) wieder aufgebaut.

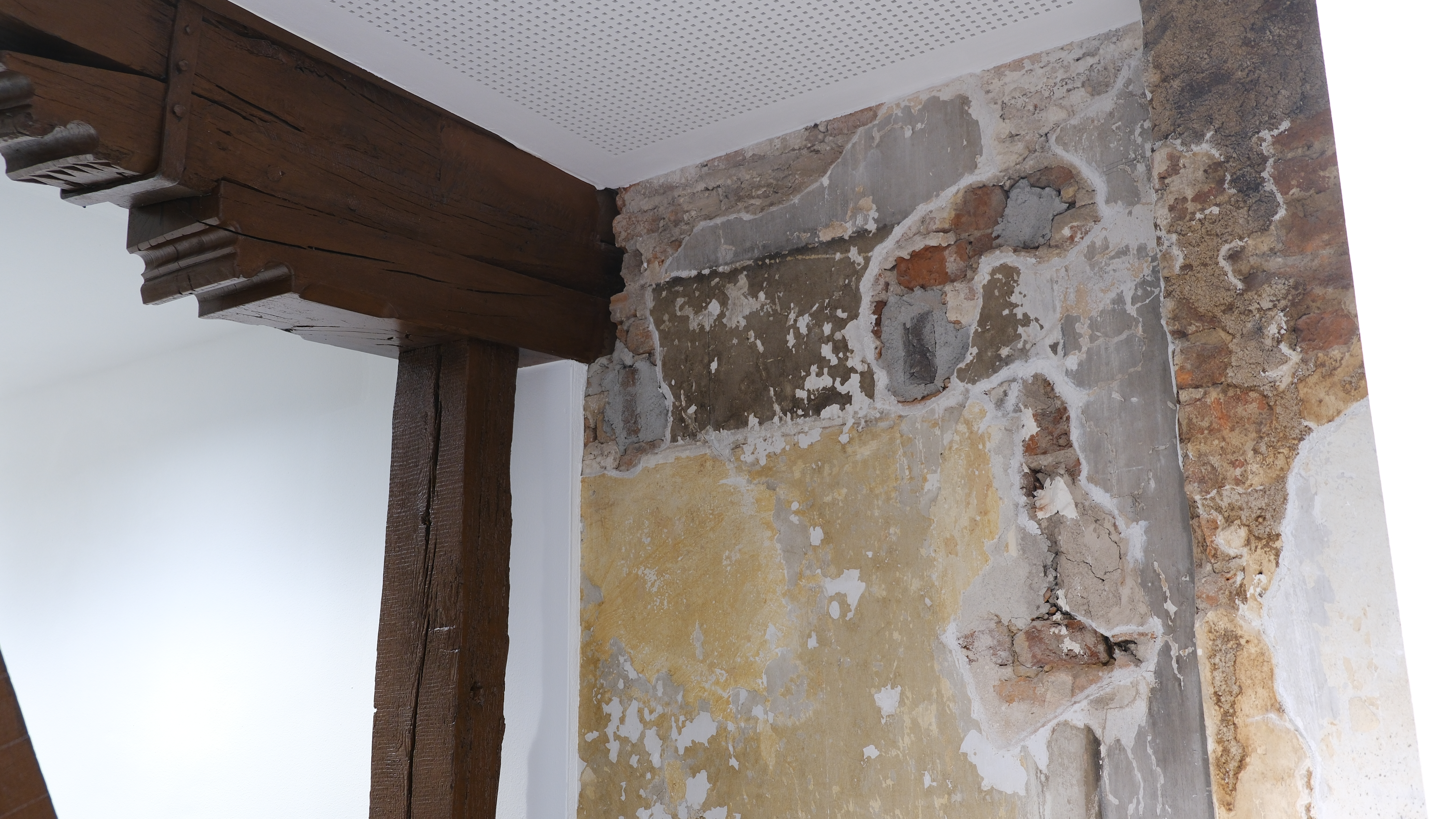
Originalwand

Das Gebäude diente ursprünglich als adliges Stadtwohnhaus. In den Kellerräumen befand sich ab 1828 zunächst eine Weingroßhandlung. Die Gebrüder Peter und Anton Otten, die vorher schräg gegenüber auf der Steinstraße eine Brauerei betrieben, erwarben das Haus um 1850 und siedelten auf die andere Straßenseite über, um auch dort in den hinteren Gebäudeteilen Bier zu brauen. Die Brauerei bekam so ihren Namen: „Otten'sche Brauerei zu den fünf Ringen“. Im Jahre 1883 erwarb der Brauer Theodor Janssen das Haus samt Brauerei und baute das Gewerbe weiter aus. Bis in die Zeit vor dem Zweiten Weltkrieg wurde in der Steinstraße niederrheinisches, dunkles Bier durch die Familie Janßen gebraut. Nach dem Krieg und dem Wiederaufbau nahm man in den Räumen neben der Tätigkeit als Getränkeverleger die Limonaden- und Eisproduktion sowie das Abfüllen von Tucher-Bieren, die in Großgebinden aus Nürnberg angefahren wurden, wieder auf.
In dieser Zeit erst erhielt das Haus durch Franz Janßen seine charakteristischen grün-rot-weißen Holz-Blendläden an der gesamten Fassade. Nachdem Johannes Janßen als Sohn des Franz Janßen den Getränkeverlag ab Beginn der 1970er Jahre nach und nach zu einem modernen Getränkefachgroßhandel mit Gastronomieausrichtung ausgebaut hatte, wurde der Betrieb ab 1983 in das Industriegebiet West in die Benzstraße 23 verlegt. Ein Getränkeabholmarkt an der zum Gocher Wassergarten gelegenen Hausseite wurde noch bis ins Jahr 2000 betrieben und erinnerte an die Geschäftstätigkeit rund um das Bier an dieser Stelle.
Das Haus zu den fünf Ringen wurde von 2022 bis 2024 aufwendig saniert und renoviert, nachdem es zuvor Anfang des Jahrtausends im Zuge der Neuordnung des Bereiches Wassergarten/Balfourweg und dem Neubau des Gocher Rathauses von der Eigentümerfamilie Janßen an die Stadt Goch veräußert worden war.  